# Базјен (Француска)
Базјен (фр. Bazien) је насељено место у Француској у региону Лорена, у департману Вогези.
По подацима из 2011. године у општини је живело 93 становника, а густина насељености је износила 28,97 становника/km².

## Демографија
| 1962. | 1968. | 1975. | 1982. | 1990. | 2011. |
| ----- | ----- | ----- | ----- | ----- | ----- |
| 79    | 79    | 48    | 48    | 52    | 93    |